# صفوت پاشا
صفوت پاشا یکی از وزرای بزرگ دورهٔ عبدالحمید دوم است که به رتبهٔ صدارت عظمی رسیده است.

## زندگی‌نامه
پدر وی محمد خلوص آغا از مباشران و مدیر کل های بعض قضاها بود. صفوت به سال ۱۲۳۰ (قمری) در استانبول متولد شد و به سال ۱۲۴۷ به سن ۱۷ سالگی سمت منشی گری دیوان همایون را داشت و دو سال بعد به منصب مترجمی باب عالی رسید و به سال ۱۲۵۲ به رتبهٔ خواجگی و به سال ۱۲۵۳ با رتبهٔ ثالث به وکالت مترجمی دیوان همایون نایل شد و به سال ۱۲۵۸ برای عزل پرنس کیقا و انتخاب پرنس دیگر مأمور بکرش گردید و به سال ۱۲۶۱ به منشی گری وزارت خارجه و سپس به منشی گری چهارم مابین همایون و به سال ۱۲۷۱ به عضویت مجلس تنظیمات رسید، سپس به مستشاری وزارت خارجه و وکالت آن نایل گشت و به سال ۱۲۷۲ به مستشاری صدارت عظمی منصوب و به سال ۱۲۷۳ در کمیسیون اقتصادی اروپایی که به موجب معاهدهٔ پاریس در کشور منعقد شده بود عضویت یافت و به بکرش رفت و بیش از یک سال در آنجا اقامت گزید سپس برای رسیدگی به مسئلهٔ دو کشور مأمور کنفرانس پاریس گشت و به سال ۱۲۷۵ به عضویت مجلس تنظیمات و وکالت وزارت خارجه و به وزارت تجارت منصوب شد و به سال ۱۲۷۹ با رتبهٔ وزارت، ریاست مجلس والا را یافت، سپس برای بار دوم مسند وزارت تجارت را اشغال کرد و به سال ۱۲۸۱ سفیر پاریس و عضو مجلس والا گردید و بار سوم به وزارت تجارت انتخاب و به سال ۱۲۸۴ به وزارت فرهنگ و وکالت وزارت خارجه نایل شد، سپس به عضویت کمیسیون شورای دولتی و اصلاحات مستشاری صدارت عظمی و وزارت عدلیه و وکالت ریاست شورای دولتی و مشاغل دیگر نصب شد و در صفر سال ۱۲۹۵ ریاست شورای دولتی یافت و در خلال این احوال مذاکرهٔ مصالحهٔ روس پیش آمد و به امر شاهانه به ادرنه رفت هنگام عودت بار چهارم به منصب عالی وزارت خارجه منصوب گشت و بعد با حفظ همین رتبه مسند صدارت عظمی را اشغال کرد و بعداً از این مقام منفصل شد.
وی بارها مناصب عالیهٔ گوناگون یافت و حائز درجات عالیه شد و به اخذ نشانهای تعظیم و احترام نایل گردید و به سال ۱۳۰۱ (قمری) درگذشت و در مقبرهٔ سلطان محمودخان ثانی دفن شد.
بعضی اشعار و منشآت از وی بجا مانده.